# Universität Yaoundé I
Die Universität Yaoundé I (französisch: Université de Yaoundé I) ist eine der größten Universitäten in Kamerun. Sie ist 1993 nach einer Hochschulreform entstanden, die die 1962 gegründete Universität Yaoundé auflöste und die Universität Yaoundé I und die Universität Yaoundé II schuf.

## Fakultäten und Campuse
Es gibt drei Fakultäten:

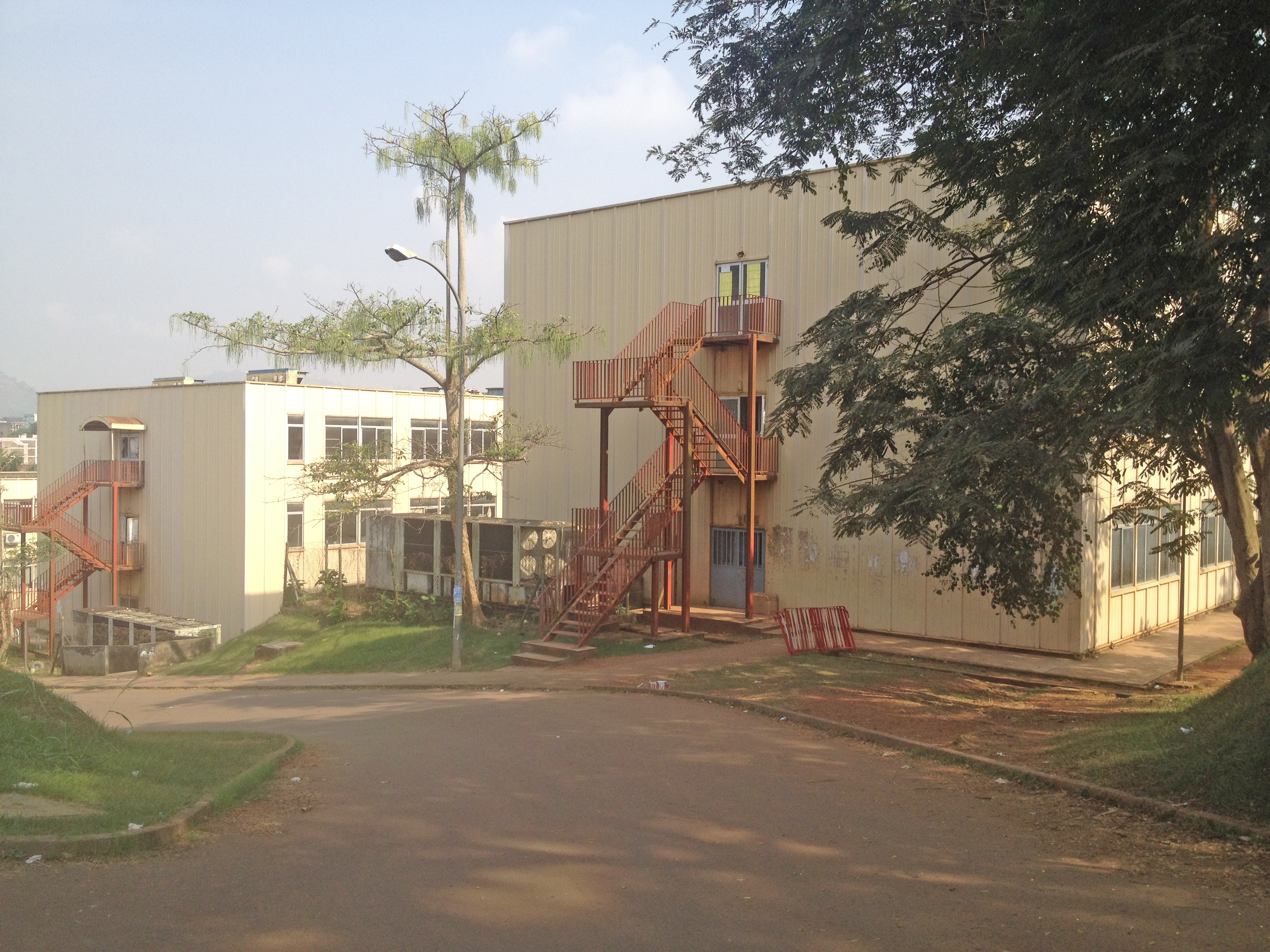
Gebäude der wissenschaftlichen Fakultät

- die Fakultät der Künste, Sprachen und Humanwissenschaften (Faculté des Arts, Lettres et Sciences Humaines, kurz FALSH)
- die Fakultät der Wissenschaften (Faculté des Sciences, kurz FS)
- die Fakultät der Medizin und der biomedizinischen Wissenschaften (Faculté de Médecine et de Sciences Biomédicales, kurz FMSB)

Die Universität ist auf fünf Campuse verteilt. Auf dem Hauptcampus im Viertel Ngoa-Ekelle befindet sich unter anderem das Rektorat, die FALSH, die FS, die Zentralbibliothek und das Universitätszentrum für Informationstechnologie (Centre Universitaire des Technologies de l'Information, kurz CUTI). Direkt neben dem Campus von Ngoa-Ekelle sind die École Nationale Supérieure Polytechnique (ENSP) und die FMSB. Hinzu kommen der Campus der École normale supérieure, der Campus Nkolbisson, auf dem sich das Zentrum für Biotechnologie (Centre de Biotechnologie, kurz CBT) befindet, und der Campus Bambili mit einem Teil der École normale (der École Normale Supérieure Annexe de Bambili, kurz ENSAB).

## Abbildungen

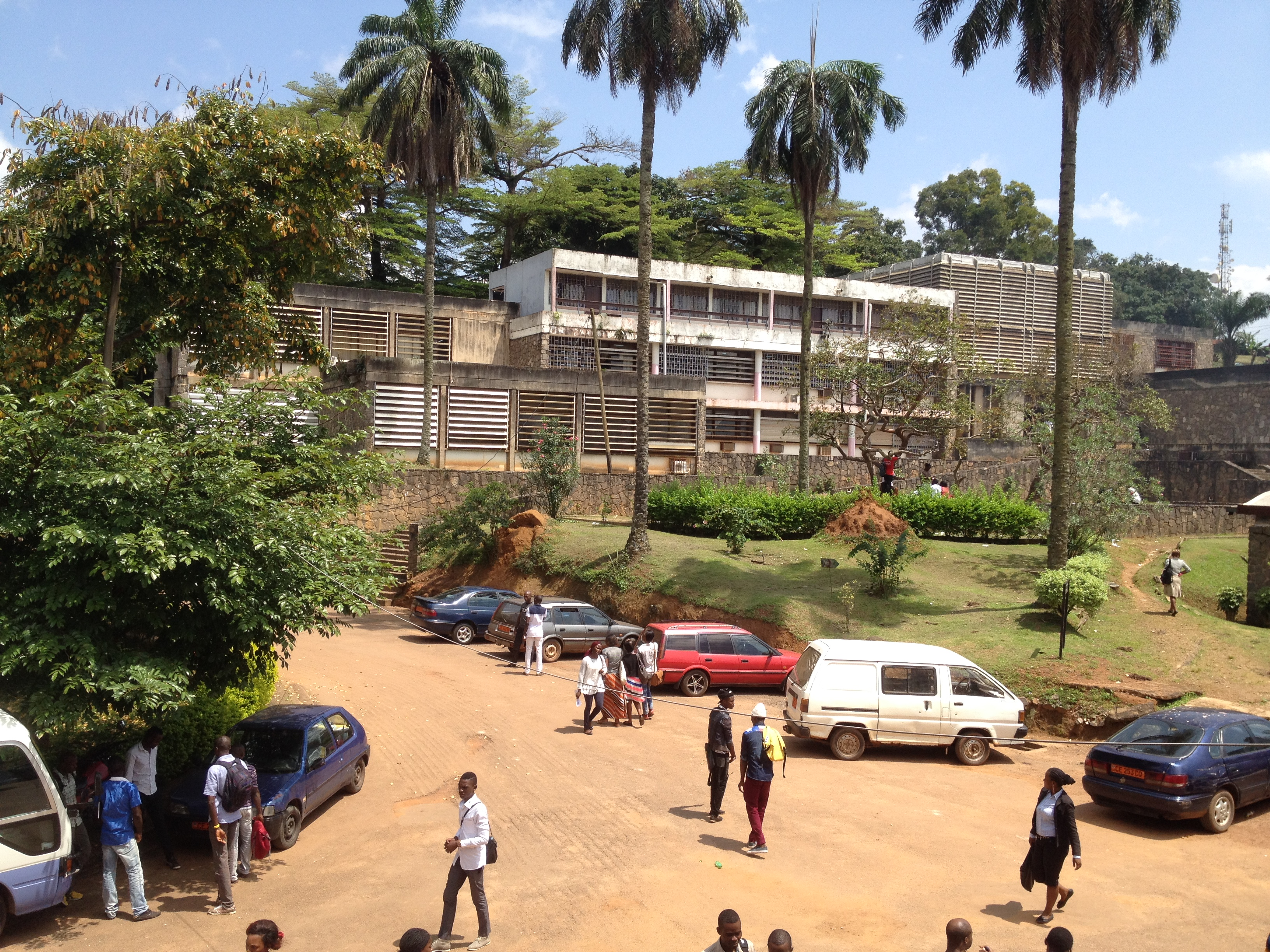
Der Platz vor der Scolarité der FALSH
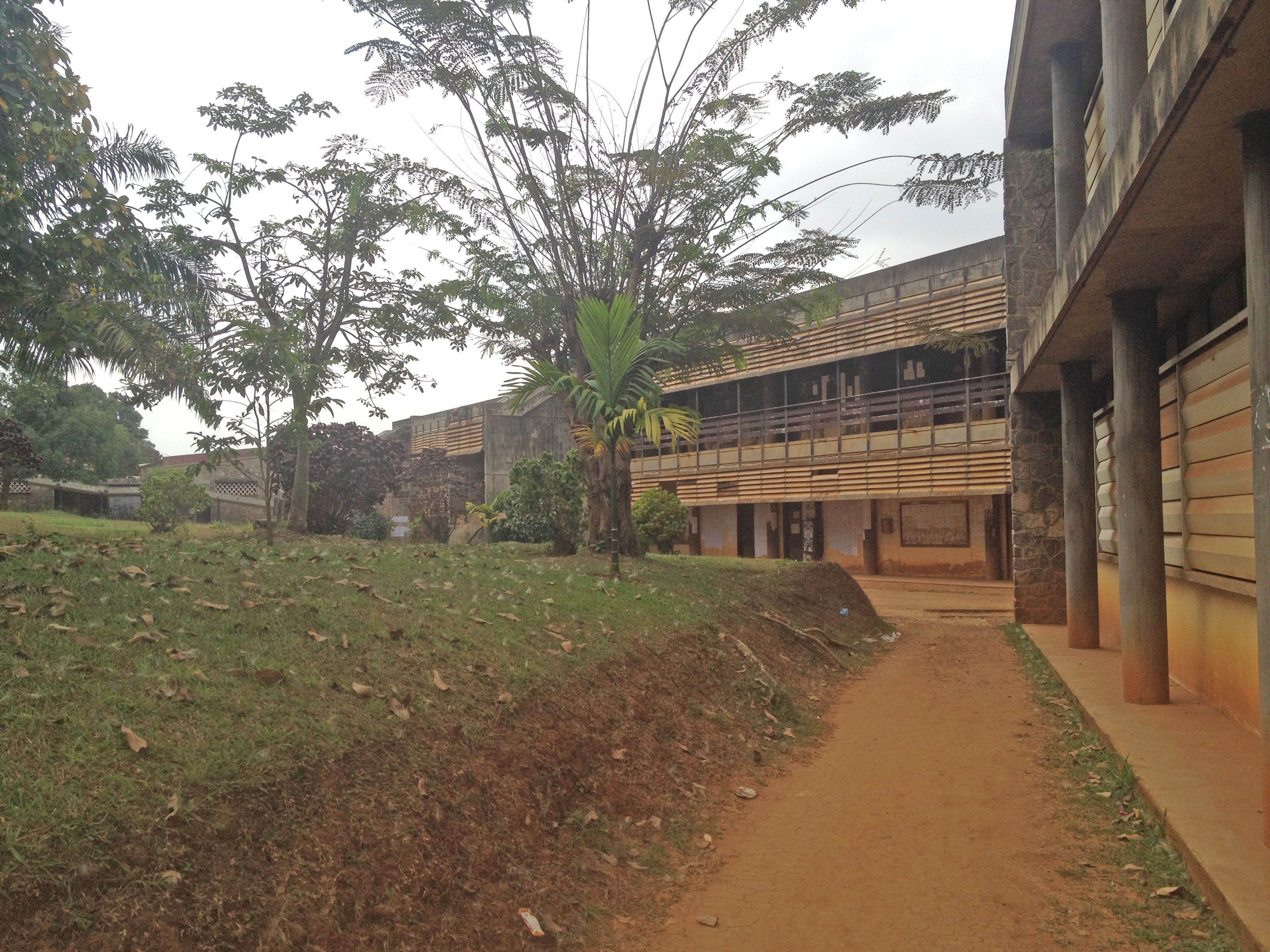
Gebäude der wissenschaftlichen Fakultät
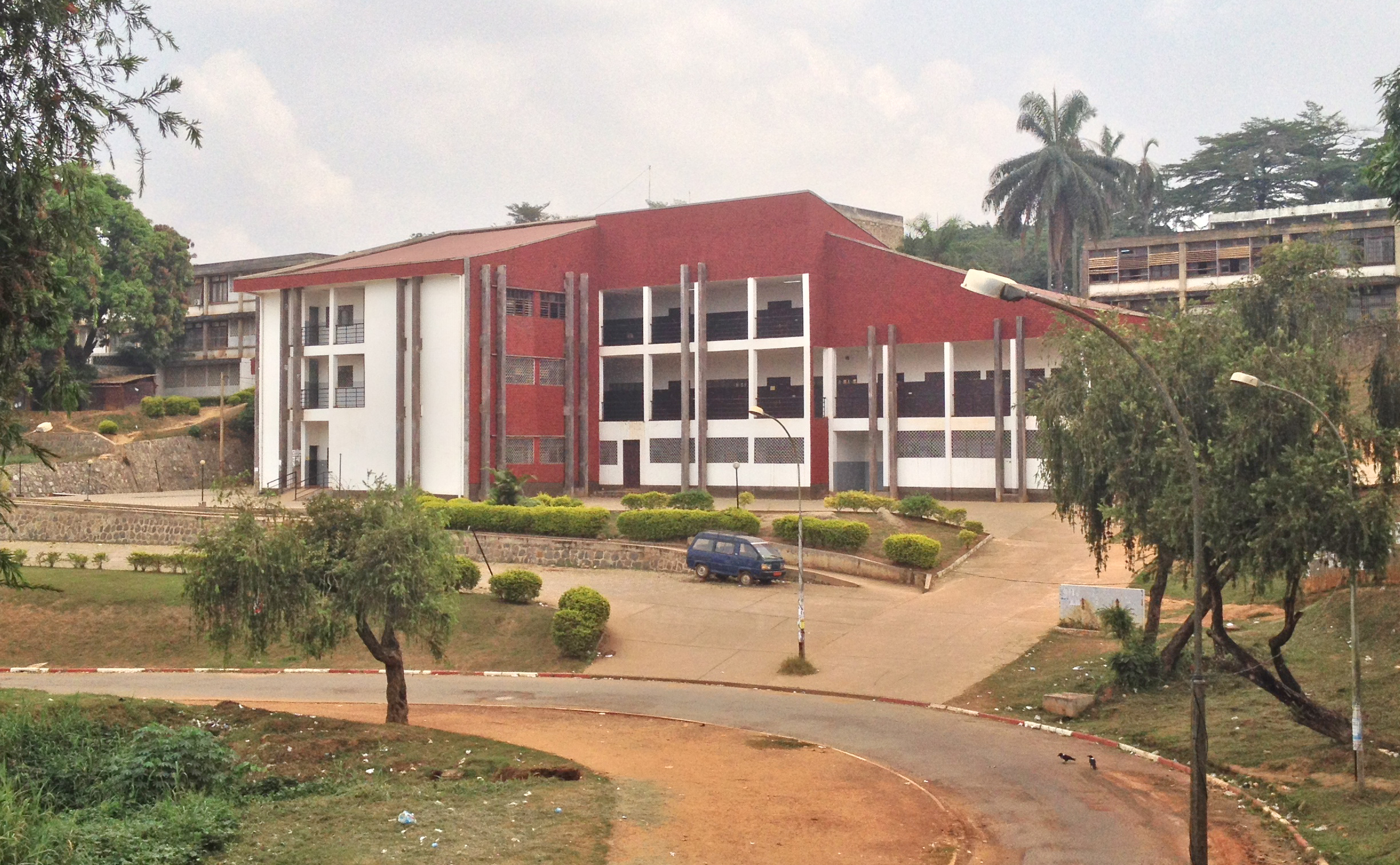
Der Nouveau bloc pédagogique (NBP)
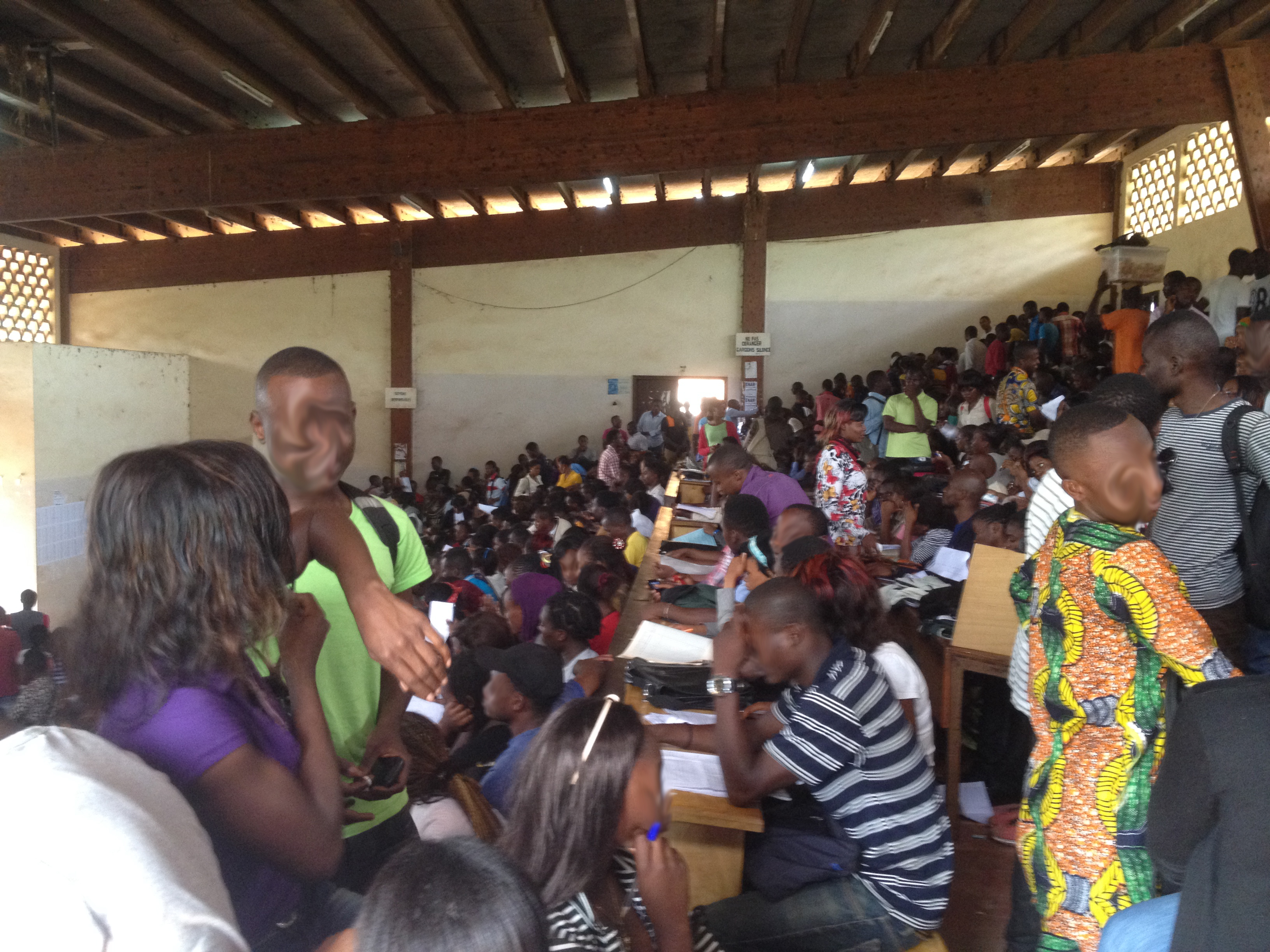
Im Amphi 501
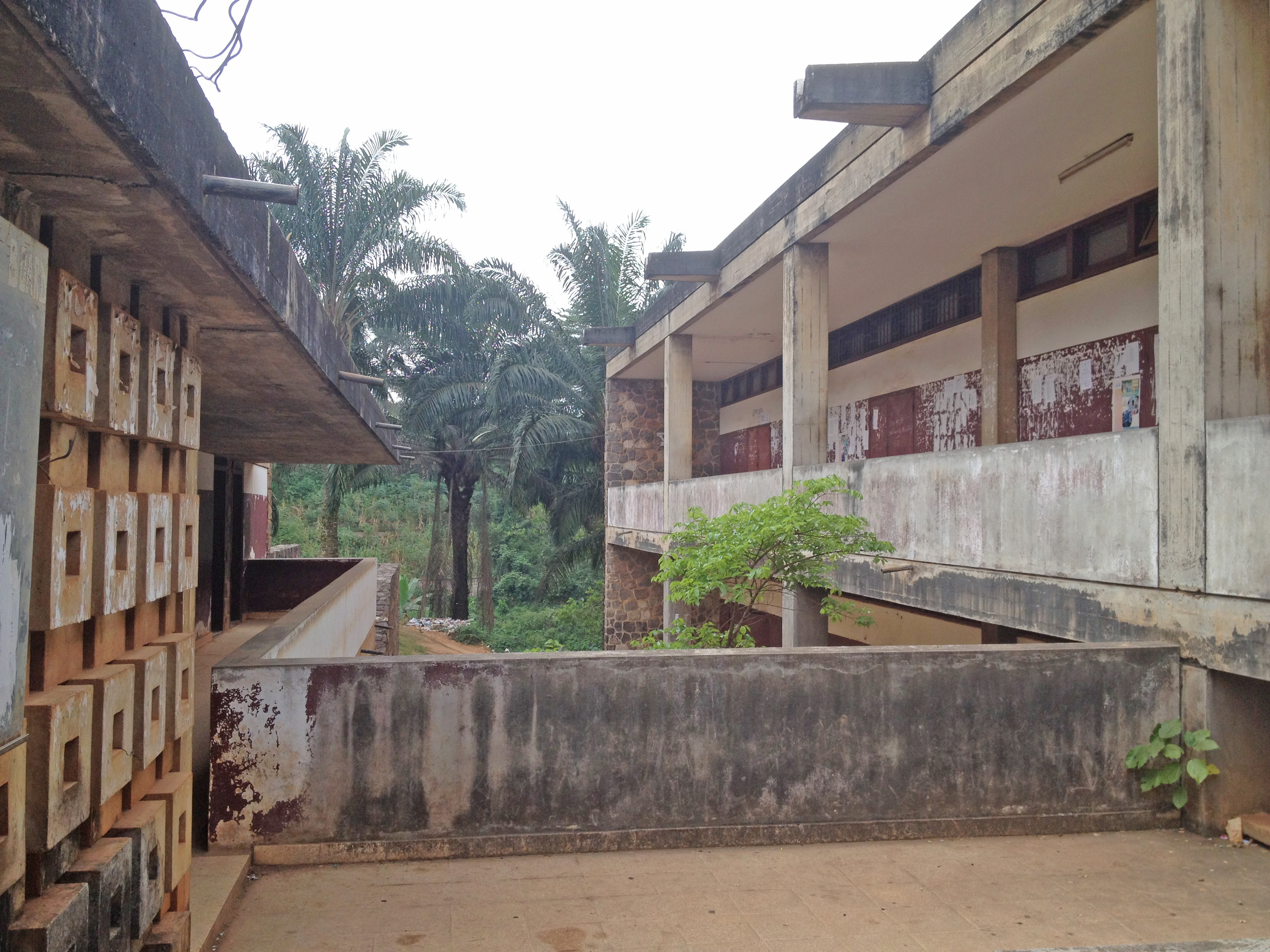
Die Englischabteilung
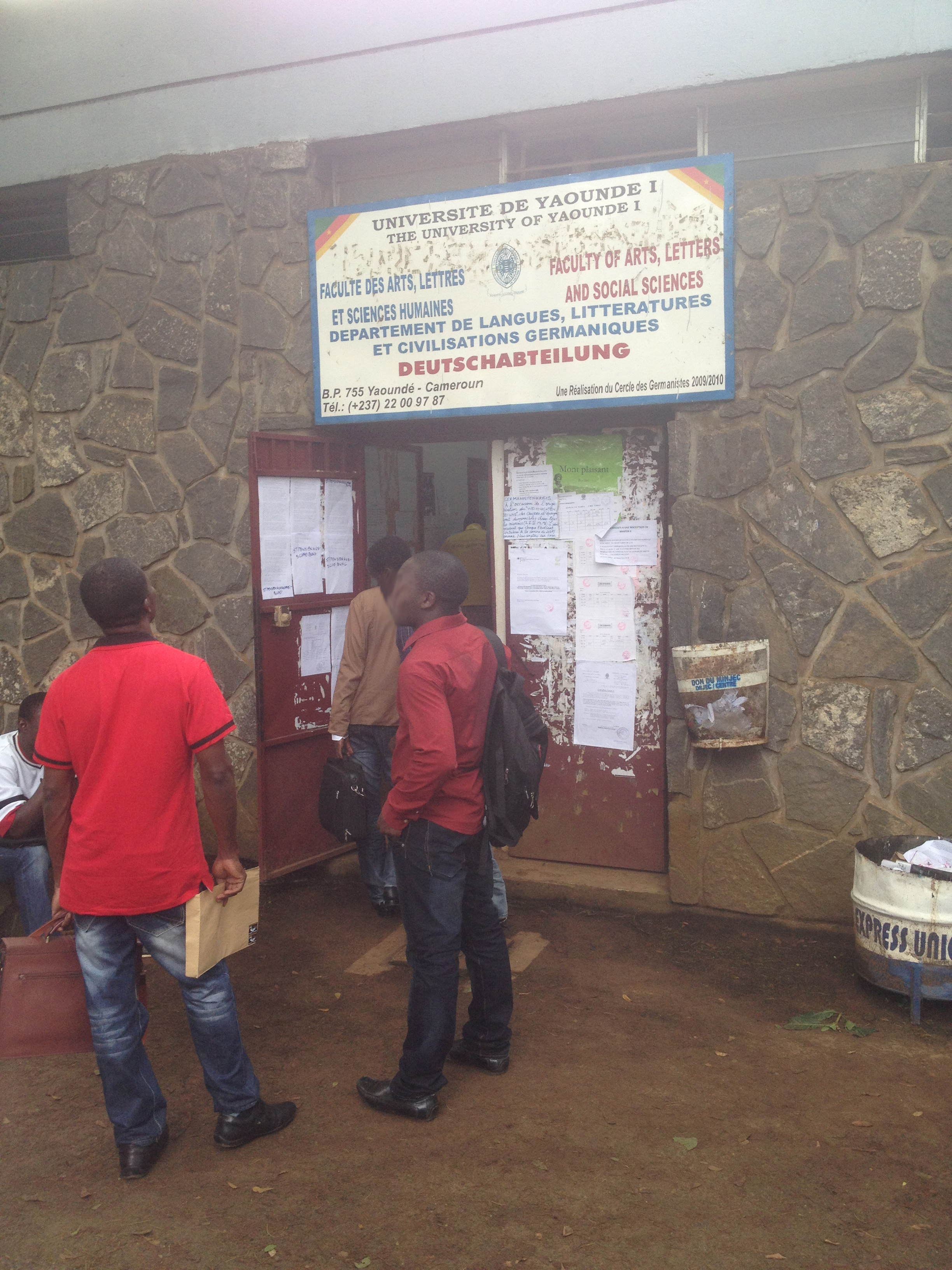
Die Deutschabteilung
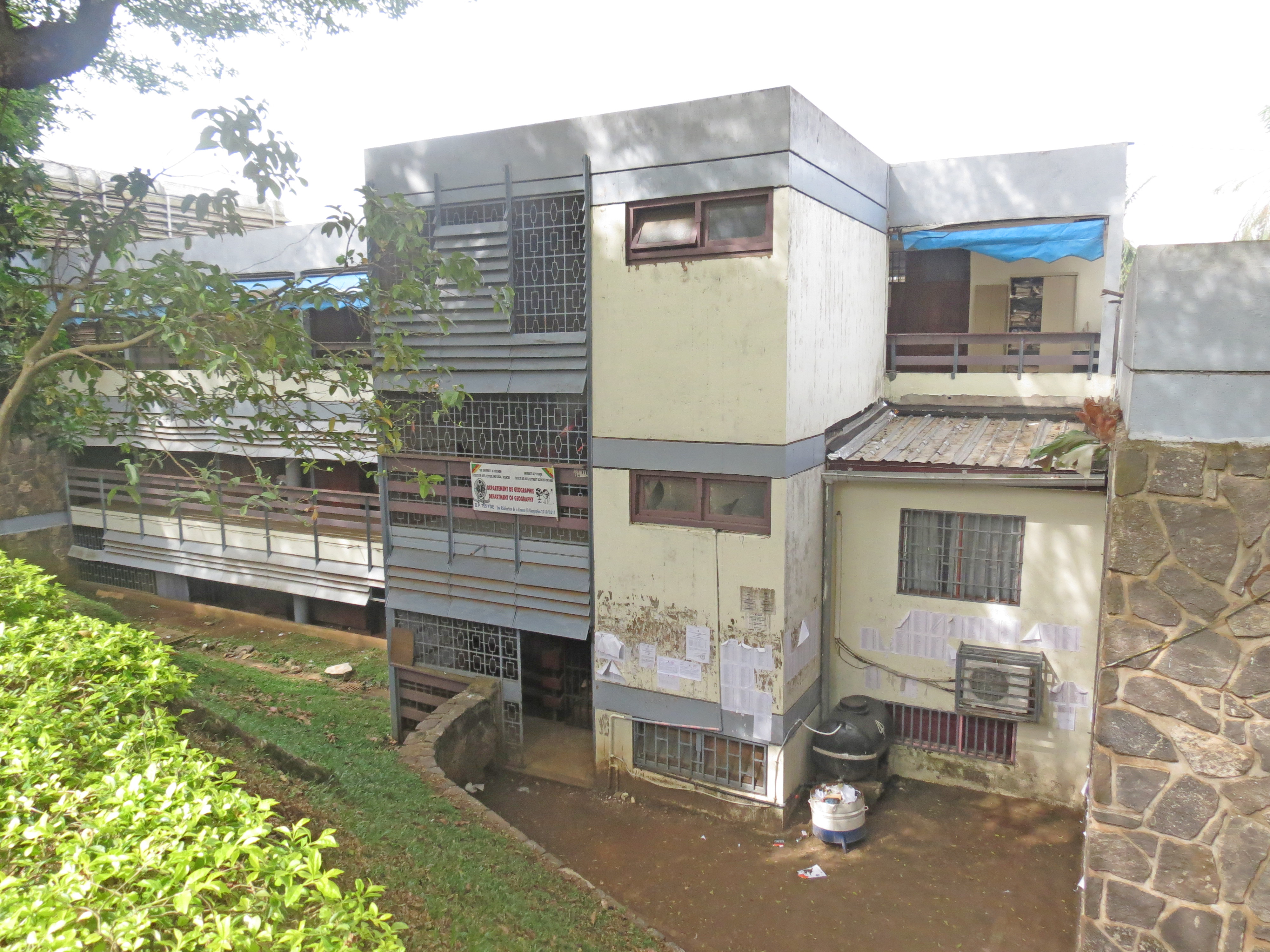
Die Geographieabteilung
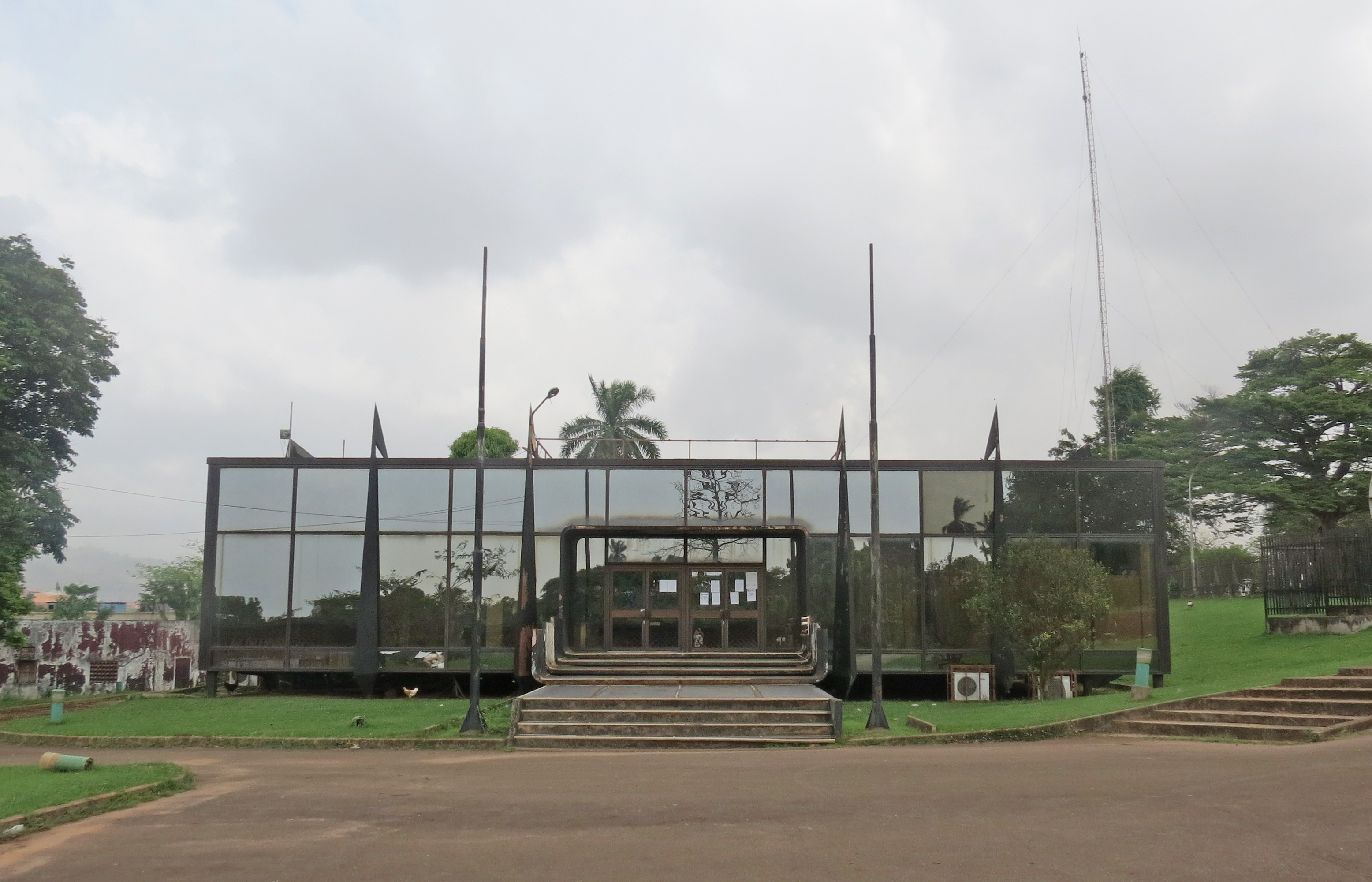
Das Centre de Calcul